# Cantó de Capesterre-Belle-Eau-2
El cantó de Capesterre-Belle-Eau-2 és una divisió administrativa francesa situat al departament de Guadalupe a la regió de Guadalupe.

## Composició
El cantó comprèn una fracció de la comuna de Capesterre-Belle-Eau.

## Administració
| Període                                  | Identitat           | Partit | Qualitat |
| ---------------------------------------- | ------------------- | ------ | -------- |
| 2004-2014                                | Eddy Claude-Maurice | OG-UMP |          |
| Les dades anteriors no són pas conegudes |                     |        |          |